# Dave Grohl
David Eric "Dave" Grohl (n. 14 ianuarie 1969) este un muzician rock american, multi-instrumentalist și cantautor - actualul solist vocal, chitarist și principalul textier al trupei Foo Fighters; fost baterist al formațiilor Nirvana și Scream; baterist al grupului Them Crooked Vultures; a scris toată muzica pentru proiectele sale de scurtă durată, Late! și Probot. A colaborat și cu Queens of the Stone Age și a cântat în sesiuni de înregistrare cu diverși alți muzicieni printre care Killing Joke, Nine Inch Nails, The Prodigy, Slash, Juliette Lewis și Lemmy Kilmister. A cântat în peste 30 de trupe.

## Filmografie
| An   | Film                                | Rol           | Note                                 |
| ---- | ----------------------------------- | ------------- | ------------------------------------ |
| 1992 | 1991: The Year Punk Broke           | El însuși     |                                      |
| 2000 | Is It Fall Yet?                     | Daniel Dotson | Voice only                           |
| 2005 | Classic Albums: Nirvana – Nevermind | El însuși     |                                      |
| 2006 | Tenacious D in The Pick of Destiny  | Satan         | Performed drums, vocals, and guitar. |
| 2011 | The Muppets                         | Animool       | Cameo                                |
| 2011 | Foo Fighters: Back and Forth        | El însuși     |                                      |
| 2013 | Sound City                          | El însuși     | Regizor                              |
| 2013 | Drunk History                       | Memphis Mafia | Televiziune                          |